# سايوري يوشيدا
سايوري يوشيدا (باليابانية: 吉田小百合؛ بالكانا: よしだ さゆり) هي مؤدية صوت يابانية، ولدت في 25 مارس 1966 في طوكيو في اليابان.

## وصلات خارجية
- سايوري يوشيدا على موقع IMDb (الإنجليزية)
- سايوري يوشيدا على موقع ميوزك برينز (الإنجليزية)
- سايوري يوشيدا على موقع قاعدة بيانات الفيلم (الإنجليزية)
- سايوري يوشيدا على موقع ANN person (الإنجليزية)